# Eurovision Young Musicians 2018
Der 19. Eurovision Young Musicians fand am 23. August 2018 in der Usher Hall in Edinburgh im Vereinigten Königreich statt. Es war das erste Mal seit 2008, dass das Vereinigte Königreich ein Eurovision Event ausrichtete und das insgesamt zweite Mal, dass das Land den EYM austrug.
Der Wettbewerb war Teil des Edinburgh International Festival. Unterstützt wurden die Teilnehmer bei ihren Auftritten vom BBC Scottish Symphony Orchestra unter der Leitung von Thomas Dausgaard.
Sieger des Wettbewerbs wurde der Pianist Ivan Bessonov, der für Russland antrat und damit den ersten Sieg Russlands beim Eurovision Young Musicians einfahren konnte. Außerdem ist Bessonov der erste Sieger seit dem Jahre 2000, der mit dem Klavier den Wettbewerb gewinnen konnte. Zweiter hingegen wurde der Geiger Nikola Pajanovic aus Slowenien.
Deutschland erreichte mit der Geigerin Mira Foron zwar das Finale, konnte sich aber nicht unter den besten Zwei platzieren.

## Austragungsort
Am 27. Oktober 2016 startete die EBU einen Aufruf, Bewerbungen für die Austragung des Wettbewerbs einzureichen. Lediglich Ungarn zeigte öffentlich Interesse zur Austragung für 2018. Am 22. Oktober 2017 wurde dann bekanntgegeben, dass Großbritannien der Austräger des Wettbewerbs 2018 sein wird. Am 30. Oktober wurde bekanntgegeben, dass Edinburgh der Austragungsort sein wird. Am 31. Oktober 2017 wurde dann bekannt, dass die beiden Halbfinale jeweils am 18. und 19. August 2018 im Edinburgh Festival Theater stattfinden werden und das Finale in der Usher Hall ausgetragen werden soll. Hier fand bereits der Eurovision Song Contest 1972 statt.

## Format
Am 31. Oktober 2017 gab die EBU bekannt, dass 2018 die zwei Halbfinale zurückkehren werden, welche zuletzt 2012 stattfanden. Diese werden jeweils in drei Shows aufgeteilt mit je drei Teilnehmern. Insgesamt sechs Länder werden sich für das Finale qualifizieren. Der Sieger des Wettbewerbs wird von einer Jury entschieden und erhält einige Preise. Unter anderem erhält der Sieger eine speziell angefertigte Trophäe und 7 000 € Preisgeld. Außerdem darf der Sieger in der nächsten Saison mit dem BBC Scottish Symphony Orchestra spielen. Der zweite Platz des Wettbewerbs erhält dagegen ein Preisgeld von 3 000 €. Die restlichen Teilnehmer erhalten keine Preise.

### Moderation
Am 6. August 2018 wurde bekannt, dass Petroc Trelawny und Josie D’Arby den Wettbewerb 2018 moderieren werden. Petroc Trelawny ist ein Radiomoderator für klassische Musik, während Josie D’Arby eine Fernsehmoderation für verschiedene kulturelle Sendungen ist.

### Jury
Am 10. August 2018 gab die EBU die Juroren des Wettbewerbs bekannt. Insgesamt gibt es zwei Jurys: eine für die beiden Halbfinals und eine für das Finale. Bei beiden Jurys soll jeder Juror unabhängig vom anderen den Auftritt mit 1–10 Punkten bewerten. Folgende Kriterien werden dabei beachtet von den Juroren im Halbfinale und Finale:
- technische Genauigkeit
- Qualität des Sounds
- Interpretation
- Auftritt

Nachdem jeder Juror seine Punkte vergeben hat, werden diese zusammengerechnet und das Ergebnis wird dann zuerst der Jury präsentiert. Stimmen diese dem Ergebnis zu, werden im Halbfinale die sechs Finalisten in einer zufälligen Reihenfolge bekannt gegeben. Im Finale werden nach diesem Prozess nur die ersten drei Plätze bekannt. Außerdem wurde bekannt, dass die Jury im Finale nicht die Ergebnisse der Halbfinal-Jury kennen wird, um eine Beeinflussung zu vermeiden.

#### Juroren der Halbfinal-Jury
- David Watkin (Dirigent)
- Noè Rodrigo Gisbert (Trommler)
- Sinae Lee (Pianistin)
- Ursula Leveaux (Fagottistin)

#### Juroren der Final-Jury
- Anna Meredith (Komponistin)
- Marin Alsop (Dirigentin)
- James MacMillan (Komponist, Dirigent)

## Teilnehmer

Länder, die das Finale erreicht haben
Länder, die bereits im Halbfinale ausgeschieden sind
Länder, die in der Vergangenheit teilgenommen haben, jedoch nicht 2018

Bis zum 31. Dezember 2017 konnten interessierte Länder ihre Teilnahme bestätigten. Am 2. Februar 2018 gab die EBU dann bekannt, dass 2018 18 Länder am EYM teilnehmen werden, was die höchste Teilnehmerzahl seit 2006 darstellt. Österreich zog sich ohne bekannte Gründe vom Wettbewerb zurück. Dafür wird Albanien sein Debüt beim Wettbewerb geben. Belgien, Estland, Griechenland, Israel, Russland, Spanien und das Vereinigte Königreich werden 2018 zum EYM zurückkehren. Belgien nahm zuletzt 2006 teil, Estland 2004, Griechenland 2014, Israel 1986 und Spanien 2002. Russland sowie der Gastgeber, das Vereinigte Königreich, nahmen beide zuletzt 2010 teil.

### Wiederkehrende Interpreten
Der san-marinesische Teilnehmer Francesco Stefanelli nahm bereits 2016 beim Debüt von San Marino teil. Damit ist er der bisher einzige Teilnehmer aus San Marino, da das Land erst zum zweiten Mal am Wettbewerb teilnimmt.
| Land       | Interpret            | Vorheriges Teilnahmejahr |
| ---------- | -------------------- | ------------------------ |
| San Marino | Francesco Stefanelli | 2016                     |

## Nationale Vorentscheidungen
Bis zum 15. Juni 2018 hatten die einzelnen Länder Zeit ihren Teilnehmer auszuwählen und der EBU zu melden. Ob sie dies über einen nationalen Vorentscheid oder über eine interne Auswahl vollzogen, war ihnen jeweils freigestellt.
| Land                   | Nationaler Vorentscheid               |
| ---------------------- | ------------------------------------- |
| Albanien               | Albania Young Musicians 2018          |
| Belgien                | interne Auswahl                       |
| Deutschland            | interne Auswahl                       |
| Estland                | interne Auswahl                       |
| Griechenland           | interne Auswahl                       |
| Israel                 | interne Auswahl                       |
| Kroatien               | Nationaler Vorentscheid               |
| Malta                  | Malta Eurovision Young Musicians 2018 |
| Norwegen               | Virtuos 2018                          |
| Polen                  | Młody Muzyk Roku 2018                 |
| Russland               | interne Auswahl                       |
| San Marino             | interne Auswahl                       |
| Schweden               | Polstjärnepriset 2018                 |
| Slowenien              | Nationaler Vorentscheid               |
| Spanien                | Clásicos y Reverentes 2018            |
| Tschechien             | interne Auswahl                       |
| Ungarn                 | Virtuózok 2018                        |
| Vereinigtes Königreich | interne Auswahl                       |

## Halbfinale

### Erstes Halbfinale
Das erste Halbfinale fand am 18. August 2018 statt. In drei Shows traten je drei Teilnehmer auf.
| Startnr.    | Land                               | Interpret            | Instrument | Stücke |
| Erste Show  | Erste Show                         | Erste Show           | Erste Show | Erste Show |
| ----------- | ---------------------------------- | -------------------- | ---------- | --- |
| 1           | Malta                              | Bernice Sammut       | Klavier    | Toccata von Trois pièces von Francis Poulenc Prelude in C minor, Op. 23 No. 7 von Sergei Wassiljewitsch Rachmaninow Prelude in G sharp minor Op. 32 No. 12 von Sergei Wassiljewitsch Rachmaninow Scherzo No. 2 in B flat minor, Op. 31 von Frédéric Chopin |
| 2           | Vereinigtes Königreich (Gastgeber) | Maxim Calver         | Cello      | Sacher Variation von Witold Lutosławski Adagio von Cello Sonata in F, Op. 99 von Johannes Brahms Minuetto e Finale von Suite Italienne von Igor Strawinsky                                                                                                 |
| 3           | Spanien                            | Sara Valencia        | Violine    | Caprice Basque von Pablo de Sarasate Caprice No. 13 in B flat von Niccolò Paganini 3rd mvt (Finale) of Violin Concerto No. 1 in G minor von Max Bruch |
| Zweite Show |                                    |                      |            | |
| 4           | Slowenien                          | Nikola Pajanović     | Violine    | Caprice No. 7 von Niccolò Paganini Tambourin Chinois von Fritz Kreisler Sonata for violin solo No 3 von Eugène Ysaÿe |
| 5           | San Marino                         | Francesco Stefanelli | Cello      | Violoncello Totale von Krzysztof Penderecki Allegro vivace from Cello Sonata No 2 von Johannes Brahms Papillon Op.77 von Gabriel Fauré Moto Perpetuo from Sonata for cello and piano von Benjamin Britten                                                  |
| 6           | Polen                              | Marta Chlebicka      | Flöte      | Hamburger Sonata in G von Carl Philipp Emanuel Bach Rigoletto Fantasie von Wilhelm Popp |
| Dritte Show |                                    |                      |            | |
| 7           | Ungarn                             | Máté Bencze          | Saxophon   | Fantasy on an original theme von Jules Demersseman Allegro from Sonata in g minor BVWV 1020 von Johann Sebastian Bach Pequeña Czarda von Pedro Iturralde                                                                                                   |
| 8           | Griechenland                       | Thanos Tzanetakis    | Gitarre    | Fantasia in d minor von David Kellner Bagatelle No 3 & 5 from Five Bagatelles for Guitar von William Walton 5th Bagatelle from Five Bagatelles for guitar von William Walton Variaciones sobre un tema de Fernando Sor, Op. 19 von Miguel Llobet           |
| 9           | Israel                             | Tamir Naaman-Pery    | Cello      | Hungarian Rhapsody, Op. 68 von David Popper Preludio-Fantasia from Suite for Cello von Gaspar Cassadó |

 Interpret hat sich für das Finale qualifiziert.

### Zweites Halbfinale
Das zweite Halbfinale fand am 19. August 2018 statt. In drei Shows traten je drei Teilnehmer auf.
| Startnr.    | Land        | Interpret               | Instrument       | Stücke |
| Erste Show  | Erste Show  | Erste Show              | Erste Show       | Erste Show |
| ----------- | ----------- | ----------------------- | ---------------- | --- |
| 1           | Estland     | Tanel-Eiko Vovikov      | Schlaginstrument | Niflheim von Marján Csaba Zoltán Kuusi Op 75/5 von Jean Sibelius Verano porteño von Astor Piazzolla |
| 2           | Belgien     | Alexandra Cooreman      | Violine          | Presto from Sonata for piano and violin Op 23 von Ludwig van Beethoven Valse-Scherzo von Pjotr Iljitsch Tschaikowski |
| 3           | Albanien    | Klaudio Zoto            | Cello            | Celo Sonata von Edvard Grieg Hungarian Rhapsody von David Popper |
| Zweite Show |             |                         |                  | |
| 4           | Russland    | Ivan Bessonov           | Klavier          | Mazurka in B flat minor, Op 24 No 4 von Frédéric Chopin Fantaisie-Impromptu in C sharp minor, Op 66 von Frédéric Chopin Prelude in G minor, Op 23 No 5 von Sergei Wassiljewitsch Rachmaninow Barncleupédie von James MacMillan |
| 5           | Deutschland | Mira Foron              | Violine          | Cadenza for solo viola von Krzysztof Penderecki Tzigane von Maurice Ravel |
| 6           | Tschechien  | Indi Stivín             | Kontrabass       | Bohemian Suite, 1st Movement: "Celts" von Indi Stivín Bohemian Suite, 2nd Movement: "Czech Coountry" von Indi Stivín Bohemian Suite, 3rd Movement: "Tarantella Praga" von Indi Stivín                                          |
| Dritte Show |             |                         |                  | |
| 7           | Schweden    | Johanna Ander Ljung     | Harfe            | Improvisations for Harp, Op 10 von William Mathias Allemande from Suite No 5 in F von Jean-Baptiste Loeillet de Gant Féerie - Prelude et Dance von Marcel Tournier                                                             |
| 8           | Norwegen    | Birgitta Elisa Oftestad | Cello            | 1st mvt from Cello Concerto No 1 von Dmitri Dmitrijewitsch Schostakowitsch Adagio and Allegro von Robert Schumann |
| 9           | Kroatien    | Jan Tominić             | Saxophon         | Fantaisie sur un thème original von Jules Demersseman Cinq danses exotiques von Jean Françaix Aria von Eugène Bozza Brasileira from Scaramouche von Darius Milhaud                                                             |

 Interpret hat sich für das Finale qualifiziert.

## Finale

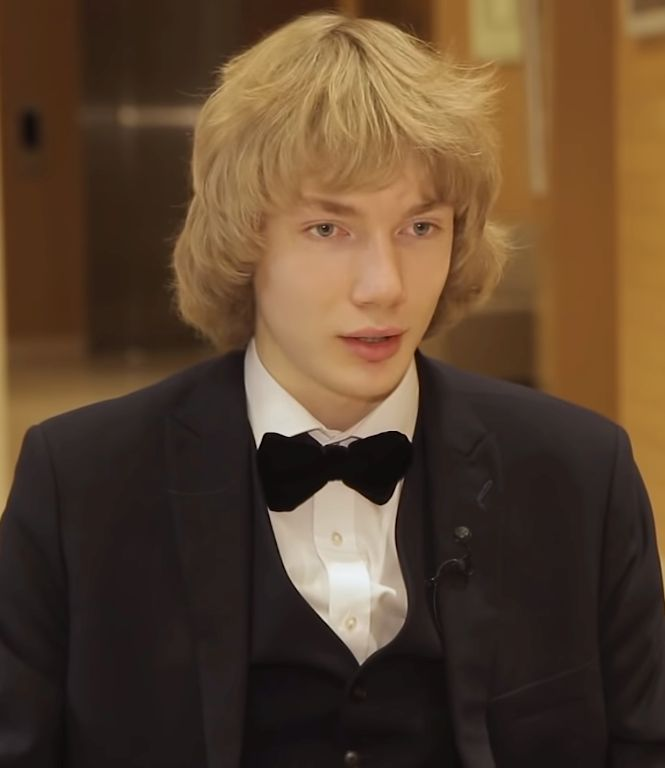
Ivan Bessonov, Sieger der EYM 2018

Das Finale fand am 23. August 2018 in der Usher Hall statt. Die sechs Finalisten aus den beiden Halbfinalen wurden dabei am 19. August nach dem zweiten Halbfinale bekannt gegeben.
 Deutschland,  Norwegen,  Slowenien,  Tschechien und  Ungarn nahmen bereits 2016 am Finale teil, allerdings gab es dabei auch kein Halbfinale.  Russland hingegen erreichte zum ersten Mal seit 2010 wieder das Finale, setzte 2012, 2014 und 2016 hingegen aber auch aus.
| Platz | Startnr. | Land        | Interpret               | Instrument | Stück                                                               |
| ----- | -------- | ----------- | ----------------------- | ---------- | ------------------------------------------------------------------- |
| 1.    | 6        | Russland    | Ivan Bessonov           | Klavier    | 3rd mvt from Piano Concerto No. 1 von Pjotr Iljitsch Tschaikowski   |
| 2.    | 2        | Slowenien   | Nikola Pajanović        | Violine    | 3rd mvt from Violin Concerto von Pjotr Iljitsch Tschaikowski        |
| –     | 1        | Norwegen    | Birgitta Elisa Oftestad | Cello      | 4th mvt from Cello Concerto von Edward Elgar                        |
| –     | 3        | Tschechien  | Indi Stivín             | Kontrabass | 2nd and 3rd mvt from Bohemian Suite for Double Bass von Jiří Stivín |
| –     | 4        | Deutschland | Mira Foron              | Violine    | 3rd mvt from Violin Concerto von Jean Sibelius                      |
| –     | 5        | Ungarn      | Máté Bencze             | Saxophon   | Concerto da Camera for Saxophone von Jacques Ibert                  |

## Übertragung

### Fernsehübertragung
| Land                   | Erstes Halbfinale | Erstes Halbfinale           | Erstes Halbfinale | Zweites Halbfinale | Zweites Halbfinale          | Zweites Halbfinale | Finale                 | Finale                 | Finale           |
| Land                   | Sender            | Zeit                        | Kommentar         | Sender             | Zeit                        | Kommentar          | Sender                 | Zeit                   | Kommentar        |
| ---------------------- | ----------------- | --------------------------- | ----------------- | ------------------ | --------------------------- | ------------------ | ---------------------- | ---------------------- | ---------------- |
| Albanien               | Keine Übertragung | Keine Übertragung           | Keine Übertragung | Keine Übertragung  | Keine Übertragung           | Keine Übertragung  | RTSH                   | Live                   | Kein Kommentar   |
| Belgien                | Keine Übertragung | Keine Übertragung           | Keine Übertragung | Keine Übertragung  | Keine Übertragung           | Keine Übertragung  | La Trois               | Live                   | Camille De Rijck |
| Deutschland            | Keine Übertragung | Keine Übertragung           | Keine Übertragung | Keine Übertragung  | Keine Übertragung           | Keine Übertragung  | WDR                    | 2. September 2018      | Kein Kommentar   |
| Estland                | ETV2              | 22. August 2018 (10:00 Uhr) | Kein Kommentar    | ETV2               | 23. August 2018 (10:00 Uhr) | Kein Kommentar     | ETV                    | Live                   | Kein Kommentar   |
| Griechenland           | Keine Übertragung | Keine Übertragung           | Keine Übertragung | Keine Übertragung  | Keine Übertragung           | Keine Übertragung  | ERT2                   | Live                   | Mihalis Messinis |
| Israel                 | Keine Übertragung | Keine Übertragung           | Keine Übertragung | Keine Übertragung  | Keine Übertragung           | Keine Übertragung  | KAN 11 & KAN Chinukhit | 10. September 2018     | Kein Kommentar   |
| Kroatien               | Keine Übertragung | Keine Übertragung           | Keine Übertragung | Keine Übertragung  | Keine Übertragung           | Keine Übertragung  | HRT 3                  | Live                   | Jana Haluza      |
| Malta                  | TVM 2             | Live                        | Kein Kommentar    | Keine Übertragung  | Keine Übertragung           | Keine Übertragung  | TVM 2                  | Live                   | Kein Kommentar   |
| Norwegen               | Keine Übertragung | Keine Übertragung           | Keine Übertragung | Keine Übertragung  | Keine Übertragung           | Keine Übertragung  | NRK2                   | Live                   | Arild Erikstad   |
| Polen                  | Keine Übertragung | Keine Übertragung           | Keine Übertragung | Keine Übertragung  | Keine Übertragung           | Keine Übertragung  | TVP Kultura            | Live                   | Kein Kommentar   |
| Russland               | Rossija K         | 20. August 2018             | Kein Kommentar    | Rossija K          | 21. August 2018             | Kein Kommentar     | Rossija K              | Live                   | Kein Kommentar   |
| San Marino             | Keine Übertragung | Keine Übertragung           | Keine Übertragung | Keine Übertragung  | Keine Übertragung           | Keine Übertragung  | San Marino RTV         | Live                   | Kein Kommentar   |
| Schweden               | Keine Übertragung | Keine Übertragung           | Keine Übertragung | Keine Übertragung  | Keine Übertragung           | Keine Übertragung  | SVT2                   | 25. August 2018        | Kein Kommentar   |
| Slowenien              | Keine Übertragung | Keine Übertragung           | Keine Übertragung | Keine Übertragung  | Keine Übertragung           | Keine Übertragung  | RTV SLO1               | Live                   | Andrej Hofer     |
| Spanien                | Keine Übertragung | Keine Übertragung           | Keine Übertragung | Keine Übertragung  | Keine Übertragung           | Keine Übertragung  | La 2                   | 1. September 2018      | Kein Kommentar   |
| Tschechien             | Keine Übertragung | Keine Übertragung           | Keine Übertragung | Keine Übertragung  | Keine Übertragung           | Keine Übertragung  | ČT art                 | Live                   | Jiří Vejvoda     |
| Ungarn                 | Keine Übertragung | Keine Übertragung           | Keine Übertragung | Keine Übertragung  | Keine Übertragung           | Keine Übertragung  | M5                     | Live                   | Kein Kommentar   |
| Vereinigtes Königreich | Keine Übertragung | Keine Übertragung           | Keine Übertragung | Keine Übertragung  | Keine Übertragung           | Keine Übertragung  | BBC Two Scotland       | 30 Minuten Verzögerung | Kein Kommentar   |

### Radioübertragung
| Land                   | Erstes Halbfinale | Erstes Halbfinale           | Erstes Halbfinale | Zweites Halbfinale | Zweites Halbfinale          | Zweites Halbfinale | Finale         | Finale | Finale                                  |
| Land                   | Sender            | Zeit                        | Kommentar         | Sender             | Zeit                        | Kommentar          | Sender         | Zeit   | Kommentar                               |
| ---------------------- | ----------------- | --------------------------- | ----------------- | ------------------ | --------------------------- | ------------------ | -------------- | ------ | --------------------------------------- |
| Belgien                | Musiq’3           | Live                        | Kein Kommentar    | Musiq’3            | Live                        | Kein Kommentar     | Musiq’3        | Live   | Kein Kommentar                          |
| Estland                | Klassikaraadio    | Live                        | Kein Kommentar    | Klassikaraadio     | Live                        | Kein Kommentar     | Klassikaraadio | Live   | Kein Kommentar                          |
| Spanien                | Radio Clásica     | 21. August 2018 (08:00 Uhr) | Kein Kommentar    | Radio Clásica      | 22. August 2018 (08:00 Uhr) | Kein Kommentar     | Radio Clásica  | Live   | Silvia Pérez Arroyo & Fernando Blázquez |
| Vereinigtes Königreich | BBC Radio 3       | Live                        | Kein Kommentar    | BBC Radio 3        | Live                        | Kein Kommentar     | BBC Radio 3    | Live   | Kein Kommentar                          |

### Internetübertragung
| Land      | Erstes Halbfinale   | Erstes Halbfinale | Erstes Halbfinale | Zweites Halbfinale  | Zweites Halbfinale | Zweites Halbfinale | Finale              | Finale | Finale         |
| Land      | Sender              | Zeit              | Kommentar         | Sender              | Zeit               | Kommentar          | Sender              | Zeit   | Kommentar      |
| --------- | ------------------- | ----------------- | ----------------- | ------------------- | ------------------ | ------------------ | ------------------- | ------ | -------------- |
| Belgien   | RTBF Auvio          | Live              | Kein Kommentar    | RTBF Auvio          | Live               | Kein Kommentar     | RTBF Auvio          | Live   | Kein Kommentar |
| Estland   | ERR kultuuriportaal | Live              | Kein Kommentar    | ERR kultuuriportaal | Live               | Kein Kommentar     | ERR kultuuriportaal | Live   | Kein Kommentar |
| Slowenien | RTVSLO portal       | Live              | Kein Kommentar    | RTVSLO portal       | Live               | Kein Kommentar     | RTVSLO portal       | Live   | Kein Kommentar |
| Spanien   | RTVE Livestream     | Live              | Kein Kommentar    | RTVE Livestream     | Live               | Kein Kommentar     | RTVE Livestream     | Live   | Kein Kommentar |
| Ungarn    | MTVA Mediaklikk     | Live              | Kein Kommentar    | MTVA Mediaklikk     | Live               | Kein Kommentar     | MTVA Mediaklikk     | Live   | Kein Kommentar |

## Absagen
| Land                    | Grund und Bemerkung | letztmalige Teilnahme |
| ----------------------- | --- | --------------------- |
| Bosnien und Herzegowina | Am 24. Oktober 2017 gab der bosnische Fernsehsender BHRT bekannt, dass Bosnien und Herzegowina 2018 aufgrund von finanziellen Problemen nicht teilnehmen wird. Bosnien nahm bisher nur ein Mal teil.                                                  | 2012                  |
| Dänemark                | Am 3. Januar 2018 gab DR bekannt, dass man 2018 nicht zum EYM zurückkehren wird. Man plane auch nicht in den nächsten Jahren zu der Veranstaltung zurückzukehren.                                                                                     | 2004                  |
| Finnland                | Am 12. Januar 2018 gab YLE bekannt, dass man 2018 nicht am EYM teilnehmen werde. | 2008                  |
| Irland                  | Am 28. Oktober 2017 gab RTÉ bekannt, dass man 2018 nicht zum EYM zurückkehren wird. | 2000                  |
| Lettland                | Am 4. November 2017 gab LTV bekannt, dass man auch 2018 nicht zum EYM zurückkehren wird. | 2004                  |
| Niederlande             | Am 30. Januar 2018 gab NTR bekannt, dass man 2018 nicht zum EYM zurückkehren wird. 2016 zog die Niederlande sich aus dem Wettbewerb zurück, da es Budgetkürzungen beim Sender gab.                                                                    | 2014                  |
| Österreich              | Am 29. Oktober 2017 gab ORF bekannt, dass man momentan noch darüber diskutiere, ob man am EYM 2018 teilnehmen wird. Am 2. Februar 2018 wurde dann allerdings bekannt, dass der ORF sich aus unbekannten Gründen gegen eine Teilnahme entschieden hat. | 2016                  |
| Schweiz                 | Am 11. November 2017 gab SRF bekannt, dass man 2018 nicht zum EYM zurückkehren wird. | 2006                  |
| Ukraine                 | Am 5. Januar 2018 gab UA:PBC bekannt, dass man plane zum EYM 2018 zurückzukehren. Am 14. Januar gab UA:PBC dann aber bekannt, dass man doch nicht zum EYM 2018 zurückkehren werde.                                                                    | 2012                  |
| Zypern                  | Am 2. Januar 2018 gab CyBC bekannt, dass man 2018 aus finanziellen Gründen nicht zum EYM zurückkehren wird. In der Zukunft plane man aber eine Teilnahme, sollten die finanziellen Mittel eine Teilnahme erlauben.                                    | 2010                  |